# Красивогілочник Гальдані
Красивогілочник Гальдані (Callicladium haldanianum) — вид мохів порядку гіпнобрієвих (Hypnales).

## Поширення
Ареал охоплює такі частини світу: Європа, Північна Америка, Азія.
Населяє колоди, пні, хвойні та листяні ліси, основа дерев, ґрунт, порода, ліси; від низьких до помірних висот.

## Характеристика

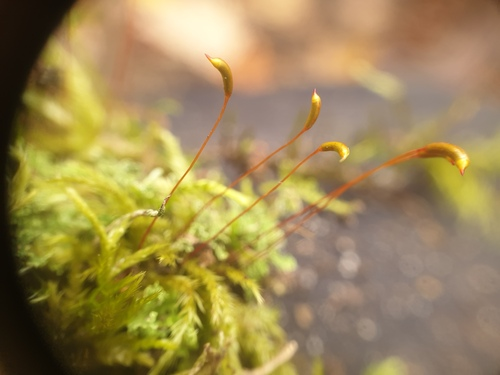

Рослини середнього розміру, від блідо-зеленого до золотисто-зеленого кольору. Стебла 3–8 см; ризоїди нечисленні. Листки скучені, майже не змінені при висиханні, увігнуті, 1–2 × 0.5–0.8 мм. Коробочкові ніжки 1.5–3.2 см, гнучкі. Коробочка червонувато-оранжево-коричнева, 1.7–3 мм, при висиханні злегка зморшкувата. Спори 10–18 мкм, жовті.